# 湘西非法集资案
湘西非法集资案是2000年代湖南省湘西土家族苗族自治州以州首府吉首市为中心发生的一系列政府鼓励的民间融资活动及随后政府转而查办的“非法集资”案件。吉首市绝大多数家庭，湖南省长沙、怀化等地以及省外重庆、广东、福建等来源的个人资金投入，接受融资的企业近百家。集资涉及34万人次、6.2万余集资群众，本金总额168亿余元（案发的2008年，湘西州GDP为226.66亿元，这一集资额接近湘西州GDP的75%）。湘西“10·2”非法集资系列专案共查处20家涉案公司，90多人被移送审查起诉，其中荣昌案首先于2010年1月27日在郴州开庭。

## 政策突转引发挤兑潮和群体性事件

### 公务员及亲属破局前提取高息集资款
2008年6月，湘西州各级党政机关内部通知，让干部及家属退出民间融资。当地公务员纷纷提前抽回本金和利息，挤兑潮起。

### 政府叫停、资金链断裂
2008年7月，当地政府通知融资企业停止支付利息和本金，底层集资者绝望情绪开始蔓延。
据湘西自治州政府有关部门介绍，2008年8月开始，一些集资公司出现了不能按时还本付息的现象，至8月底，资金链出现断裂的一些集资公司相继宣布降息和延长兑付期限。
2008年8月，老板逃跑的传言四起，集资者聚集三馆公司楼下，曾成杰给聚集的近千人分批开会的形式当面解释，让保安发出了10多盒其本人的名片。8月16日，曾成杰召集投资者开会，宣布当年9月1日后利息降到三分，2009年5月后不再融资，2009年年底付清全部本金和利息。但湘西州和吉首市政府不同意，官方认为三馆公司方案违反政府“三年还清、只还本金、不还利息”的规定，对无力还款的其他集资企业不利。
相比其他困局中的湘西集资企业主，曾成杰自认为完全具有偿还能力，因为三馆公司融资金额有34个多亿，扣去已偿还的26多亿，仅8.2亿未还，而三馆公司的资产有23.8个亿且其融资大部分用于开发三馆项目等固定资产投资，按当时政府认可的资产价格，三馆公司资可抵债。不少群众至今信任曾成杰，案发后一些村委会等单位为其上书作保。曾成杰承诺一年多内还清全部融贷款，并向部分急需群众兑现，触怒了时任吉首市长宋清宏。

### 9月初围堵火车站与政府反应
2008年9月3日，福大房地产公司未能按承诺兑现付息，导致该公司部分集资者到州政府上访，引发群众围观。当晚10时许，部分群众向火车站聚集，正在湘西调研的省委常委、政法委书记李江率州委、州政府负责人赶赴现场，进行解释说服工作，至当晚11时许，上访者及围观群众散去。福大公司照30%的利率支付了利息并承诺继续付息。
湘西州人民政府决定，从2008年9月3日起，各集资公司一律停止退本付息；政府派工作组进驻各集资公司，封存公司账户。
2008年9月4日上午，部分集资者到吉首市内街道、吉首火车站聚集，造成交通堵塞和枝柳线中断6个小时。省委、省政府主要领导作出具体安排，湖南省委常委、副省长徐宪平率湖南银监局等有关部门负责人赶往湘西协调处理。吉首市人民政府出台了《关于对涉嫌非法集资企业依法处置的通告》和《关于对参与集资情况进行登记的通告》。
据新华社报道，湖南省人民政府决定，从2008年9月7日开始，对民间融资实行停息、清产核资、控制集资公司负责人、控制相关财务资料等清理整治措施。

### 9月底再爆骚乱围堵州政府
2008年9月20日、24日、25日，湘西再次爆发大规模群体性事件，群众涌上街头，公安武警遭袭。
一老太上访遭拒、被州长汽车拖行，引起众怒，群众围堵冲击湘西州政府大楼。
2008年9月25日打砸抢事件，警方所抓的60名打砸抢分子中，只有2人是集资户，且非三馆公司的客户。

### 出台兑付政策，一人自焚
2009年1月政府出台兑付集资款政策后，一女性集资户吴安英感到绝望，于1月12日自焚受重伤（此时曾成杰已被抓3个月）。吴安英在湘西机电公司集资6万元，冠宇公司5万元，荣昌公司1万元，三馆公司4万元。吴安英自述：
我一看政策，扣除我的利息收获后，我就拿不到钱了，我当时很绝望，生活压力又太大，所以就想不通，于2009年1月12日下午14时5分左右，在州政府旁的人行道泼洒汽油将自己点燃，将自己烧伤。

## 相关官员
- 张春贤：时任湖南省委书记，现任中共中央政治局委员、新疆自治区党委书记。

- 周强：时任湖南省省长、省委书记，现任最高人民法院院长。2013年7月13日（曾成杰被枪决次日），为曾成杰辩护不力的代理律师王少光在其微博上发表“紧急声明”[6]，其中暗示周强有伙同湖南官员为掩盖“黑打”占财杀人灭口、为保位升官而不择手段“维稳”的嫌疑：“最高法院院长周强案发时是湖南省长，在湖南高院判处曾成杰死刑时是省委书记。湖南高院2012年2月19日做出二审判决，直到2013年3月周强从湖南到任最高法院院长前，最高法院都没有核准，周强当院长后不到三个月核准。”

- 李江：时任中共湖南省委政法委员会书记、湖南省公安厅厅长。

### 整顿集资时期州市领导
- 何泽中：时任中共湘西州委书记。

### 鼓励集资时期州市领导
- 杜崇烟：时任湘西州州长。被以受贿罪判处有期徒刑。其弟被以判处……。
- 徐克勤，历任吉首市长、市委书记，湘西州州长。2008年10月因对非法集资问题处理不力，被中共湖南省委责令辞职[7]。

## 各案件审判

### 荣昌案
2010年1月27日，荣昌案首先在湖南省郴州市中级人民法院开庭。
- 金孟贤，湖南邵东人，原系荣昌集团董事长。

### 三馆案
- 曾成杰，湖南新邵人，长期从事建筑工程承包和房地产开发，因涉嫌非法吸收公众存款罪被抓时系湖南三馆房地产开发集团有限公司总裁、湘西州政协委员[8]，被官方称为“湘西非法集资案主犯”。2012年3月，湖南省高级人民法院二審维持对其“集资诈骗罪”死刑判决。湘西集资问题处置期间任湖南省长、省委书记并因李旺阳事件、唐慧劳教案等“维稳事故”备受诟病的周强于2013年3月当选最高人民法院院长后于6月签发对其的《执行死刑命令》。2013年7月11日，曾成杰的代理律师王少光被其在湖南有关部门的朋友告知，“有关方面下发文件称：‘将对曾成杰执行死刑，防止发生群体事件。’”[9]。2013年7月12日，在代理律师未接到死刑复核裁定书[9]、法院未通知家属、未安排刑前会见的情况下，曾成杰被湖南省长沙市中级人民法院槍決于长沙[10]。
- 曾成杰之妻：邓友云，原系湖南三馆房地产开发集团有限公司法定代表人、董事长，被以非法吸收公众存款罪判处有期徒刑5年6个月。
- 曾成杰长女：曾正，原系三馆公司财务部出纳、审计，被以集资诈骗罪判处有期徒刑7年。
- 三馆公司多名其他管理人员被判刑。

## 相关概念及类似事件
- 《中华人民共和国刑法》罪名：集资诈骗罪、非法吸收公众存款罪
- 民间融资/非法集资：蚁力神事件、吴英案